# ムアンカムペーンペット郡
座標: 北緯16度29分0秒 東経99度31分12秒 / 北緯16.48333度 東経99.52000度
ムアンカムペーンペット郡（ムアンカムペーンペットぐん）は、タイの北部、カムペーンペット県にある郡（アムプー）。カムペーンペット県の県庁所在地（ムアン）でもある。

## 名称
カムペーンペットとは、「ダイヤの城壁」を意味する。旧称はナコーンチュム (タイ語: นครชุม)、チャーカンラーオ (タイ語: ชากังราว)。日本語表記ではカンペーンペット、カンペンペット、カムペンペットなど揺れがある。

## 歴史
『シンハナワットクマーン年代記』には、918年にタイ族のプロム王が入植し、その後モン族の勢力に押され、タイ族が多数移住したとの記録があるが、多分に伝説的である。
考古学的調査から明らかなのは、カムペーンペットにはクメール様式の建築物もあり、クメール王朝時代から人が住んでいた形跡が見られること、また、スコータイ王朝時代にはすでに主要都市として機能していたということである。これらの時代の遺跡はカムペーンペット歴史公園で見ることができる。
しかし、スコータイでリタイ王（マハータンマラーチャー1世）が死去すると急速にスコータイのカムペーンペットに対する支配力は失われ、アユタヤの属国と化した。『アユタヤ王朝年代記ルワン・プラスート本』によれば、アユタヤ王朝時代にカムペーンペットはアユタヤ王パグワ（ボーロマラーチャー1世）によって攻撃されている。1373年ないし1374年、アユタヤによる最初の攻撃があり、1736年ないし1737年に再び攻撃、1378年ないし1379年の攻撃でついにカムペーンペットはアユタヤ王朝に帰順した。しかし、10年後カムペーンペットは離反し、再びパグワにより攻撃を受けるが、パグワはこの遠征で病気にかかり死亡した。
その後、1451年カムペーンペットは南進を目指していたラーンナー王朝のティローカラート王の攻撃を受けたが、ティローカラートはカムペーンペットを取ることはできなかった。その後は、ビルマに対する防衛都市としてアユタヤ王朝、トンブリー王朝下で機能することとなる。
ラッタナコーシン王朝期にはラーマ1世の命でカムペーンペットの国主がパッターニーを攻撃し勝利を収め、捕虜を100世帯を移住させた。また、ラーマ5世（チュラーロンコーン）の治世に、ヴィエンチャンの遠征に参加、捕虜100世帯を市内に移住させた。
1921年、カムペーンペット県の成立にともない、ムアンカムペーンペット郡が成立した。

## 地理
ピン川の形成した平地にあり、市の西側には山がある。
交通は、国道1号線（パホンヨーティン通り）が南北に通っており、北はターク、南はナコーンサワンに通じる。国道115号線は市から東に延びてピチットと繋がる。また、101号線が東北に延びておりスコータイと繋がっている。

## 経済
カムペーンペットの主要な産業は農業で、主要な産物は米、サトウキビ、トウモロコシなどを生産する。ただし、カムペーンペット県全体の名産物はバナナであり、カムペーンペット市はその集積地であるため、名産物はバナナである。また、市内の名物はバミー・チャーカンラーオと呼ばれる麺料理である。

## 行政区分
郡は16のタムボンと215の村（ムーバーン）に分かれる。市内には自治体（テーサバーン）が4つ設置されている。
- テーサバーンムアン・カムペーンペット …… タムボン・ナイムアン全体
- テーサバーンタムボン・パークドン …… タムボン・トライトルンの一部
- テーサバーンタムボン・ナコーンチュム …… タムボン・ナコーンチュム
- テーサバーンタムボン・クローンメーラーイ …… タムボン・クローンメーラーイの一部。

また、市内には15のタムボン行政体が設置されている。なお、以下の表で、番号の欠けているタムボンは、現在市から分離し、コーサムピーナコーンを形成しているタムボンである。
1. タムボン・ナイムアン …… タイ語: ตำบลในเมือง
2. タムボン・トライトルン …… タイ語: ตำบลไตรตรึงษ์
3. タムボン・アーントーン …… タイ語: ตำบลอ่างทอง
4. タムボン・ナーボーカム …… タイ語: ตำบลนาบ่อคำ
5. タムボン・ナコーンチュム …… タイ語: ตำบลนครชุม
6. タムボン・ソンタム …… タイ語: ตำบลทรงธรรม
7. タムボン・ラーンドークマーイ …… タイ語: ตำบลลานดอกไม้

1. タムボン・ノーンプリン …… タイ語: ตำบลหนองปลิง
2. タムボン・コンティー …… タイ語: ตำบลคณฑี
3. タムボン・ニコムトゥンポータレー …… ตำบลนิคมทุ่งโพธิ์ทะเล
4. タムボン・テープナコーン …… タイ語: ตำบลเทพนคร
5. タムボン・ワントーン …… タイ語: ตำบลวังทอง
6. タムボン・タークンラーム …… タイ語: ตำบลท่าขุนราม

1. タムボン・クローンメーラーイ …… タイ語: ตำบลคลองแม่ลาย
2. タムボン・タムマロン …… タイ語: ตำบลธำมรงค์
3. タムボン・サケーオ …… タイ語: ตำบลสระแก้ว